# Ctenoglypta newtoni
Ctenoglypta newtoni ist eine ausgestorbene Landlungenschneckenart, die am Berg Le Pouce auf Mauritius endemisch war.

## Merkmale
Ctenoglypta newtoni erreichte einen Gehäusedurchmesser von 6,9 bis 7,6 mm und eine Gehäusehöhe von 3,6 bis 3,8 mm. Das komprimierte Gehäuse setzte sich aus sechs abgeflachten Windungen mit sehr deutlichen, etwas ausgehöhlten Nähten zusammen. Der Nabel war tief und umgeben von einer Reihe von fein gekerbten, faltenartigen Streifen, die sich über etwa zwei Drittel der Basis erstreckten. Die Mündung war klein, nahezu genauso hoch wie breit und etwas eckig. Sie hatte einen einfachen Lippenrand.
Der Fuß war hellgelb. Entlang der Kopfseiten verlief eine schwache graue Zone. Bei in Alkohol konservierten Exemplaren sind die Fühler nahe der Spitze schwarz.

## Systematik
Ctenoglypta newtoni wurde 1871 von Geoffrey Nevill als Helix newtoni beschrieben. 1904 wurde die Art von César Marie Félix Ancey in die monotypische Gattung Ctenoglypta gestellt.

## Status
Bereits Geoffrey Nevill bezeichnete Ctenoglypta newtoni in seiner Erstbeschreibung aus dem Jahr 1871 als sehr seltene Art, die am Le Pouce vorkommt. Das Australian Museum besitzt 15 Exemplare, die im 19. Jahrhundert gesammelt wurden. Seitdem wurde diese Art nicht mehr lebend nachgewiesen.